# Campobello di Mazara
Campobello di Mazara er en italiensk by (og kommune) i regionen Sicilien i Italien, med omkring 11.382(2023) indbyggere.  